# Shajintaohai
Shajintaohai (kinesiska: 沙金套海, 沙金套海苏木) är en socken i Kina. Den ligger i den autonoma regionen Inre Mongoliet, i den norra delen av landet, omkring 410 kilometer väster om regionhuvudstaden Hohhot. Antalet invånare är 8266. Befolkningen består av 3 900 kvinnor och 4 366 män. Barn under 15 år utgör 11,0 %, vuxna 15-64 år 81 %, och äldre över 65 år 7,0 %.
Genomsnittlig årsnederbörd är 227 millimeter. Den regnigaste månaden är juni, med i genomsnitt 59 mm nederbörd, och den torraste är januari, med 1 mm nederbörd.